# Emsigerland

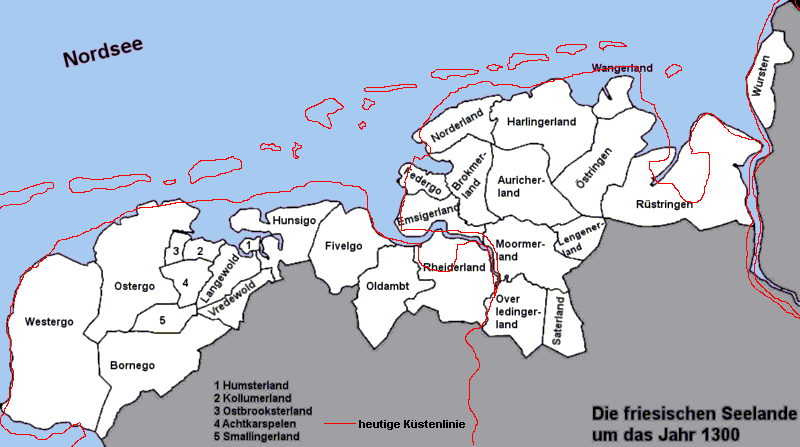
De Friese zeelandren rond 1300

Het Emsigerland is een historisch landschap in Oost-Friesland aan de westelijke rand  van de Waddenzee en omvat een groot gebied rond de stad Emden. Emsigerland grenst in het noorden aan Federgo, in het noordoosten aan Broekmerland, in het oosten aan Moormerland en in het zuiden aan  Reiderland.
Emsigerland komt voort uit de historische landstreek Eemsgo. In tegenstelling tot in de rest van Oost-Friesland ontwikkelde zich in Emsingerland geen hoofdelingensysteem, de landen van de Eemsgo en daarmee het Emsigerland bleef autonoom. Dit veranderde in 1379, toen de regio in handen kwam van het hoofdelingengeslacht tom Brok en daarna door de Cirksenas